# 잇폰마쓰역 (사이타마현)
잇폰마쓰역(일본어: 一本松駅, いっぽんまつえき)은 일본 사이타마현 쓰루가시마시에 있는 도부 철도 오고세 선 역이다. 역 번호는 TJ 41이다.

## 역 구조
상대식 승강장 2면 2선의 지상역에서 열차 교환이 가능하다. 자동 개찰기가 설치되어 있다.
역사는 사카도 방향 승강장의 남단에 위치하고 오고세 방면의 플랫폼 사이는 과선교로 연결된다. 화장실은 사카도 방향 승강장 쪽에 설치되어 있다.
창구를 닫는 경우가 있어서, 창구 옆에 인터폰이 설치되어 있다.

### 승강장
| 번호 | 노선      | 방향 | 행선                                               |
| ---- | --------- | ---- | -------------------------------------------------- |
| 1    | 오고세 선 | 하행 | 오고세 방면                                        |
| 2    | 오고세 선 | 상행 | 사카도・ 도조 선 가와고에・와코시・이케부쿠로 방면 |

- 다만, 사카도 역으로의 도조 본선은 사카도 역에서 환승이 필요하다.

## 역 주변
사카도 시와 경계에 가까이 위치하여 비교적 한산하지만 역전 도로는 도부 오고세 선의 남북으로 오가는 샛길로 되어 있어 아침 저녁에 주로 교통량이 많고 도로 폭이 좁은 등 문제를 안고 있다. 또, 역 남쪽은 본 역 남쪽 출입구 개설을 시도한 토지 구획 정리 사업이 이루어진 신흥 주택지가 되고 있지만, 남쪽 출입구 개설에 대해서는 미정이다.
- 사카도 시립 오야 공민관
  - 사카도 시 관공서 오야 출장소
  - 사카도 시립 도서관 오야 분관
- 사카도 시립 오야 초등학교
- 쓰루가시마 시 니시 공민관
- 사이타마 현립 쓰루가시마 세이후 고등학교
- 쓰루가시마 시립 니시 중학교
- 쓰루가시마 시립 신마치 초등학교
- 쓰루가시마 시모신덴 우체국
- 사카모리도 우체국

## 역사
- 1934년 12월 16일: 영업 개시.

## 사진

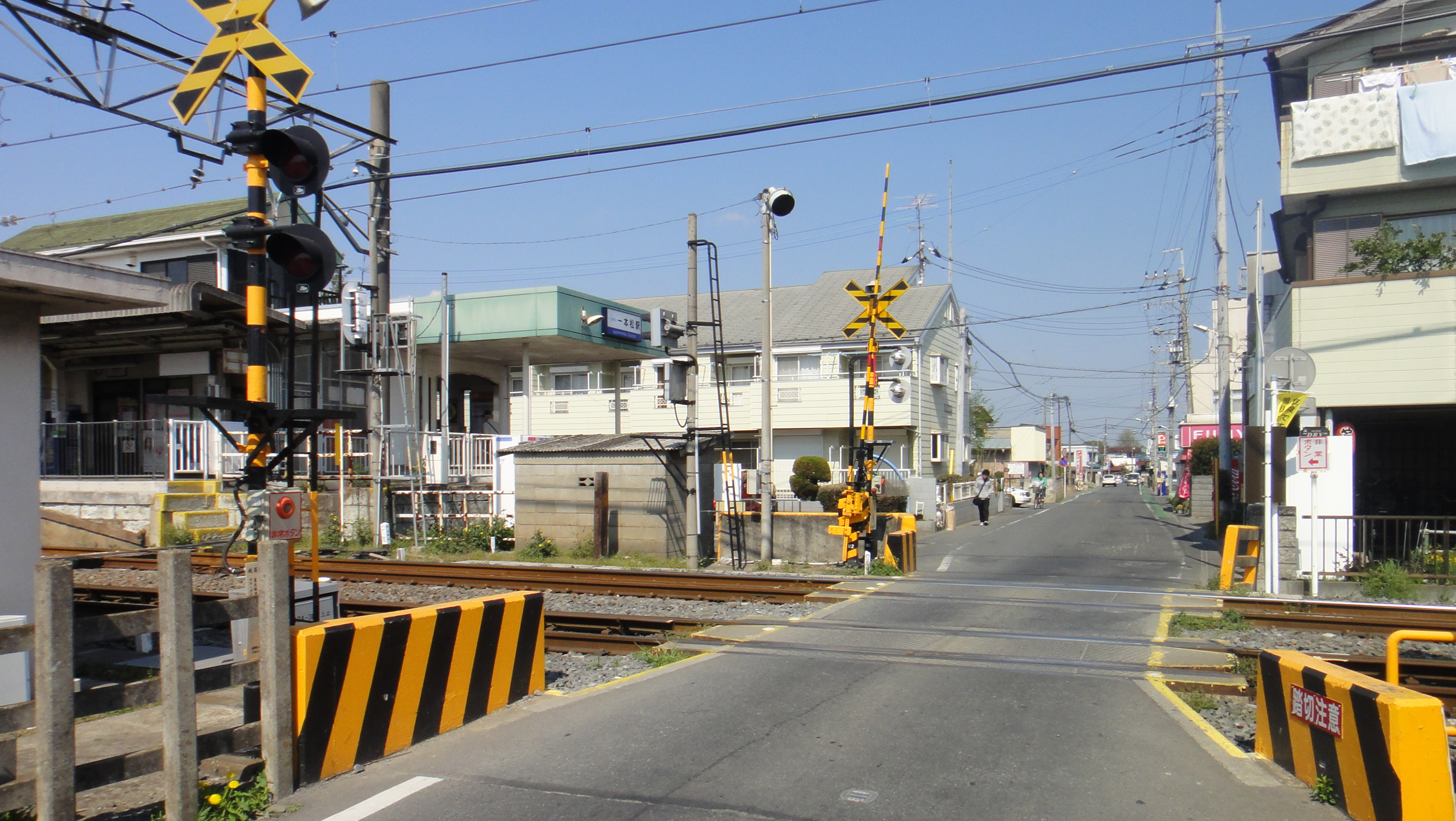
역 인근 건널목

## 같이 보기
- 잇폰마쓰역 (후쿠오카현)

| 도부 철도 오고세 선      | 도부 철도 오고세 선 | 도부 철도 오고세 선        |
| ------------------------ | ------------------- | -------------------------- |
| TJ 26 사카도 사카도 방면 |                     | 니시오야 TJ 42 오고세 방면 |